# Enicospilus vorikus
Enicospilus vorikus är en stekelart som beskrevs av Ian D. Gauld och Mitchell 1978. Enicospilus vorikus ingår i släktet Enicospilus och familjen brokparasitsteklar. Inga underarter finns listade i Catalogue of Life.